# 630 Євфимія
630 Євфимія (630 Euphemia) — астероїд головного поясу, відкритий 7 березня 1907 року Августом Копфом у Гейдельберзі.